# Konrad Laimer
Konrad Laimer, född 27 maj 1997 i Salzburg, är en österrikisk fotbollsspelare som spelar för Bayern München. Han representerar även det österrikiska landslaget.

## Karriär
Den 9 juni 2023 meddelade Bayern München att de värvat Laimer på ett fyraårskontrakt.